# Nunavik

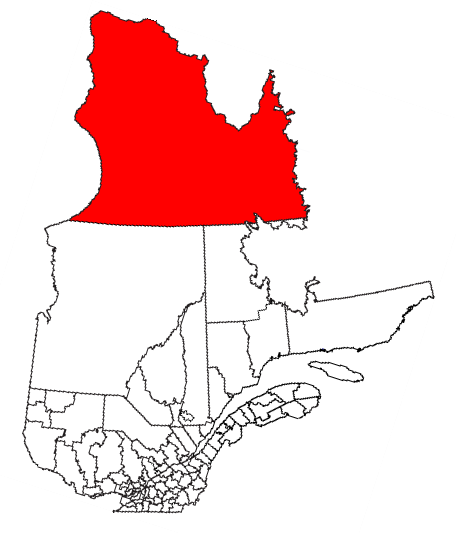
Nunavik, Quebec

Nunavik és una regió del Quebec, situada a l'extrem nord d'aquesta província canadenca. Aquesta regió forma juntament amb la de Jamésie la regió administrativa Nord-du-Québec, la més gran de tota la província.
Els seus 429.456 km² de tundra i taigà acullen una població de poc més de 10.000 habitants, dels quals el 90% són esquimals.
Nunavik significa «l'indret on viure» en inuktitut quebequès i els esquimals de Nunavik es denominen a si mateixos Nunavimmiut.

## Geografia física
Nunavik està separat del territori de Nunavut per la badia de Hudson a l'oest i, l'estret de Hudson i la badia d'Ungava al nord. El paral·lel 55 el separa de la regió de Jamésie, al sud. Al sud-est de Nunavik, hom troba la regió administrativa de la Côte-Nord i la província de Terranova i Labrador.

## Administració

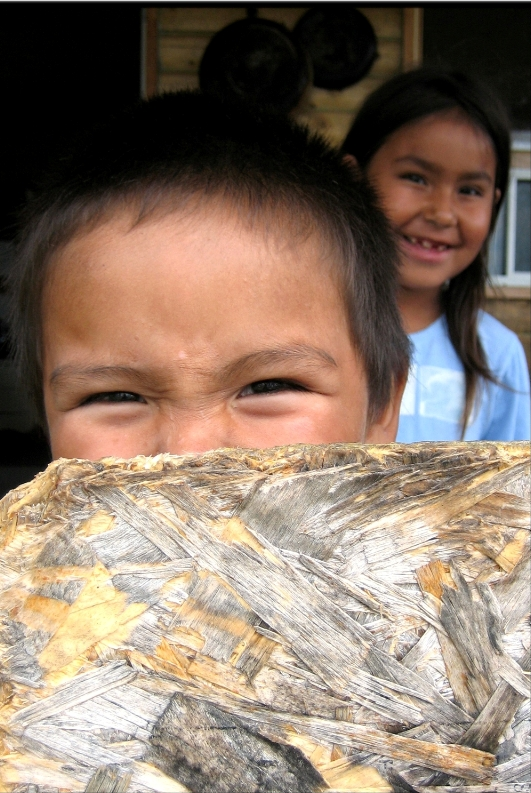
Kuujjuamiuq (Photo: Patrick André Perron)

La Convenció de la Badia James i del Nord quebequès de 1975 va obrir la via a la construcció del complex hidroelèctric La Grande i va posar les bases de l'autonomia per a la regió de Nunavik : l'Administració Regional Kativik (ARK). Tots els residents als catorze pobles nòrdics (municipis quebequesos de majoria inuit), autòctons (inuits) i no-autòctons, hi tenen dret de vot. L'ARK està subvencionada pel govern del Québec (50%) i el govern del Canadà (25%).
La Societat Makivik, amb seu social a Kuujjuaq -capital de la regió-, representa els esquimals del Quebec en llurs relacions amb els governs quebequès i canadenc, i gestiona les indemnitzacions abonades pel govern del Quebec dins el marc de la Convenció de la Badia James i del Nord quebequès (al voltant de 140 milions de dòlars canadencs entre 1975 i 1999). La Societat milita en favor d'una major autonomia de Nunavik i recentment ha conclòs un acord sobre el reconeixement dels drets ancestrals dels inuits de Nunavik sobre les illes situades al llarg de la costa de Nunavik però que formen part del territori de Nunavut.
El poble cree de Whapmagoostui, prop del poble nòrdic de Kuujjuarapik, forma part de l'Administració Regional Cree i del Gran Consell dels Crees (Eeyou Istchee) i no participa en l'ARK. La nació naskapi de Kawawachikamach, dins la regió quebequesa Côte-Nord, és la propietària de terres de caça al sud de Nunavik i sí que està representada en el si de l'ARK.

## Demografia
Les principals dades demogràfiques de Nunavik són les següents:
- Població: 10.419 (2005)
- Superfície: 429.456 km²
- Densitat: 0,02 hab./km²

Font: Institut de la statistique du Québec Arxivat 2011-02-16 a Wayback Machine.